# Semecarpus riparia
Semecarpus riparia là một loài thực vật thuộc họ Anacardiaceae. Đây là loài đặc hữu của New Caledonia.